# مرکز بین‌المللی ثبت ستاره
مرکز بین‌المللی ثبت ستاره (International Star Registry) سازمانی است که در سال ۱۹۷۹ تأسیس شد. این سازمان به عموم مردم توانایی نام‌گذاری و ثبت اسم بر روی ستاره‌ها می‌دهد. محصولات و خدمات سازمان به عنوان هدیه یا یادبود و یادگاری به بازار عرضه می‌شود.

## تاریخچه
سازمان بین‌المللی ثبت ستاره ایلینوی در سال ۱۹۷۹ توسط جان و فیلیس موسل بنا نهاده شد. این شرکت ادعا می‌کند از زمان تأسیس تا کنون حدود 3 میلیون ستاره را نام‌گذاری کرده‌است. نام‌های ثبت‌شده توسط این سازمان در یک سری از کتب منتشر شده‌است.
این سازمان برای چندین دهه عهده‌دار نام‌گذاری ستاره‌ها می‌باشد. مالک فعلی شرکت راکی موسل یکی از دوازده فرزند جان و فیلیس موسل می‌باشد. همچنین این سازمان تا کنون نُه جلد کتاب از اسامی ستاره‌های ثبت‌شده به اسم مکان تو در جهان هستی را منتشر کرده‌است.